# Міколаювка (Люблінське воєводство)
Міколаювка (пол. Mikołajówka) — село в Польщі, у гміні Ужендув Красницького повіту Люблінського воєводства.
Населення — 86 осіб (2011).

## Демографія
Демографічна структура станом на 31 березня 2011 року:
|          | Загалом | Допрацездатний вік | Працездатний вік | Постпрацездатний вік |
| -------- | ------- | ------------------ | ---------------- | -------------------- |
| Чоловіки | 40      | 9                  | 25               | 6                    |
| Жінки    | 46      | 8                  | 26               | 12                   |
| Разом    | 86      | 17                 | 51               | 18                   |